# Парау Маре (Муреш)
Парау Маре (рум. Pârâu Mare) насеље је у Румунији у округу Муреш у општини Ибанешти Падуре. Oпштина се налази на надморској висини од 535 m.

## Становништво
Према подацима из 2002. године у насељу је живело 158 становника, од којих су сви румунске националности.